# آلبرت وورن
آلبرت وورن (انگلیسی: Albert Voorn؛ زادهٔ ۲۳ مهٔ ۱۹۵۶) از برندگان مدال‌های بازی‌های المپیک تابستانی و سوارکار پرش اهل پادشاهی هلند است.